# 歯科用CAD/CAMシステム
歯科用CAD/CAMシステム（しかようキャド/キャムシステム）とは、口腔内に装着される修復物や補綴物の設計及び加工に用いられる複数の装置をCADやCAMの技術を用いて統合したシステムのことで、CAD/CAMとはComputer-aided design/Computer-aided manufacturingの略である。
歯科治療の際に口腔内に装着される修復物や補綴物（インレー、部分被覆冠、全部被覆冠、ブリッジ、部分床義歯、全部床義歯、インプラント上部構造など）は、そのほとんどが、手作業により製作されてきた。その製作工程（設計や加工）の一部をコンピュータ制御の機器に置き換える一連のシステム。
これにより、作業の効率化がはかられ、品質のバラツキを抑えることが可能となり、また、従来は利用できなかった材料の利用を可能にするといったメリットがある。

## 開発の経緯
1970年代に南カリフォルニア大学のFrançois Duretが歯科の分野にCAD/CAM技術の考えを持ち込んだのが始まりと考えられるが，一般に発売された商用機としては1985年にスイス・チューリッヒ大学のWerner H. Mörmann教授らのグループが、ドイツ・シーメンス社と共同で開発して世に送り出したCERECシステムが最初と考えられている。当初このシステムでは、う蝕になった歯を部分的に削ったのち、そこに当てはめるセラミックス製のインレーを診療中にその場で製作できることが特徴で、当時としては極めて先進的なものであった。

## システムの構成
計測装置、設計装置、加工装置の3つの部分から構成されるものが多い。

### 計測装置
計測装置（3Dスキャナー）には、従来通りの印象採得（型取り）を行った後に石膏作業模型を製作し、これを3次元スキャンするタイプのものと、プローブを直接口腔内に装入して切削した歯牙（支台歯）をスキャンするもの（いわゆる光学印象法）とがある。前者の計測装置に利用される技術には、接触式プローブ、非接触レーザースポット、ラインレーザー（光切断）、パターン光（モアレ縞、2値パターン、多値パターン）など様々なものがあるが、後者では大量のデータを瞬時に取得しやすいパターン光が用いられることが多い。

### 設計装置
専用の3次元CADを主体としたもので、個々の歯冠形状の基本データを持ち、それを変形させて支台歯に適合させていく設計手法をとるものが多い。一部のシステムでは、極めて多数の歯の形状データに基づいて、設計すべき空間に最適の歯の形状を自動で提示する機能を搭載したものも登場している。

### 加工装置
ボールエンドミルを用いて、ミリング（切削）加工により材料を成形するものが多い。システム開発メーカーが自社で個々の加工を請け負う場合は、工場内に大型のマシニングセンタを設置して加工を行うケースも増えている。一方、この方式は、切削加工そのものの特徴を反映して、装置の剛性が高い大型機では極めて高い精度を確保しつつ高速で加工できる反面、卓上の小型の装置では加工時間が長くなり、量産には向かない。また材料の無駄が多いという欠点をもっている。
その他、ミリング以外の加工方法として、鋳造用のロストワックスパターンや部分床義歯のメタルフレームの製作，プロビジョナルレストレーション（暫間被覆冠）や総義歯の製作などの一部で付加造形/付加製造法（Additive Manufacturing）が導入されている。いわゆる3Dプリンターと呼ばれている装置で、生産効率を上げ易いことから海外では積極的に活用されており，今後，国内でも健康保険が適用になれば，利用の伸びが期待される．

## 材料

### 樹脂系材料
鋳造用のパターンとして、エンジニアリングワックスやPMMAが用いられる。後者は暫間被覆冠／プロビジョナルレストレーション用としても利用される。また、日本国内においては、2014年にハイブリッドレジンから切削加工で製作する「CAD/CAM冠」が小臼歯に対して保険適用になり，順次，適用範囲の拡大が図られてきたことから、複合合成材料であるハイブリッドレジンの需要が急速に高まるとともに、歯科技工所に対するCAD/CAMシステム普及のきっかけにもなった。さらに、いわゆるスーパーエンジニアリングプラスチックのひとつであるPEEK（ポリエーテルエーテルケトン）の活用が検討されてきて，国内においても健康保険の適用が認められたため，今後，大臼歯の金属冠を代替する形で，徐々に普及が進むものと思われる．

### 金属系材料
コバルトクロム、チタンなどが利用される。前者はメタルボンド（陶材焼付鋳造冠）のメタルフレームや部分床義歯の一部として、後者はクラウン、ブリッジ、インプラントの一部（カスタムアバットメント）などで用いられる場合が多い。

### セラミック系材料
セラミックス系材料には，主だったものに，陶材、２ケイ酸リチウムガラス，アルミナ，ジルコニア，ナノジルコニアなどがある。特に、高強度を有するジルコニア系セラミックスでは、多くの場合、その高強度ゆえに完全焼結後の切削加工が困難で、多くの場合，半焼結体の状態で切削加工が施される。このため、その後の焼結プロセスにおいておよそ20%程度の収縮を生じるが、手作業に拠る製作工程ではこの収縮量を補償するのが困難であった。このため、コンピュータの力を借りてこの問題の解決を図る方策がとられ、ジルコニアセラミックスの普及が歯科用CAD/CAMシステムの世界的な普及の大きな要因となっている。
日本国内では、健康保険の適用にはなっていないため，ジルコニアセラミックスの普及は海外ほどには達していないが、原材料となるジルコニアの高純度粉末は，日本がその大半を世界に供給していると言われている。現在は，歯科用ジルコニアセラミックスは数多くの種類が出ているが，酸化イットリウムの含有量に依存して強度と審美性が相反する性質が強い．

## 国内／世界で稼働している主なシステム
2011年の時点で，この分野への参入企業の数は世界的に増加して数多くのシステムが発表あるいは販売されている．その中でも特徴的なのは，従来は歯列石膏模型を計測してCADに取り込んでいたものが，口腔内で直接，光学印象を採得する方式に替わろうとしている点である．歯列石膏模型を計測する手法は今だ主流であるが，既に計測システムの淘汰・統合の動きが始まっている．また，加工機についても，従来は価格や性能からオーバースペックと考えられていたマシニングセンタが歯科専用機としてチューニングされて登場したり，中間加工品であるロストワックスパターンの作製のために，3Dプリンター（付加造形装置）が多く利用されるようになるなどの動きが見られる．下記に主だったシステムの名称を挙げる．

### 光学印象を採得するシステム
Sirona CEREC
Plannmeca E4D Technologies
3M ESPE Lava™ Chairside Oral Scanner C.O.S®
CADENT iTero®
3Shape TRIOS®
Trophy 3DI Pro

### 模型を計測するシステム
デジタルプロセス株式会社　DORA
DeguDent Cercon®
NobelProcera Scanner
Straumann® CARES® Scan CS2
3M ESPE Lava™ Scan ST
KaVo ARCTICA/EVEREST 
3Shape 3D Scanner
Dental Wings 3D Scanner
Delcam iMetric

### 大型加工機／ミリングセンター／アウトソーシング
ジーシー　GM-1000
松浦機械製作所　金属光造形複合加工機 LUMEX Avance-25
パナソニック　C-ProSystem ミリングセンター
ノーベルバイオケア　幕張プラント（プロセラ）
Straumann® CARES®
3M ESPE Lava™ CNC 500
WIELAND Dental ZENOTEC 6400 L5
DMG ULTRASONIC 10 / 20
EOS EOSINT M280
DENTSPLY Compartis®

### 小型加工機
ローランドDG　DWX-50/DWX-4
デジタルプロセス株式会社　WAXY
クラレノリタケ　カタナシステムDWX-50N（ローランドDGのOEM）
ジーシー　Aadva ミル LW-1/LD-1
WIELAND Dental Zenotec mini
DeguDent Cercon® brain expert
Sirona CEREC MC XL
envisionTEC Perfectory®
3D Systems Projet™ DP-3000
Zirkonzahn 5-TEC
KaVo ARCTICA/EVEREST
Trophy CAM

### 義歯を含むトータルソリューション
Sensable Technologys intelifit®